# Callochiton puniceus
Callochiton puniceus is een keverslakkensoort uit de familie van de Callochitonidae. De wetenschappelijke naam van de soort is voor het eerst geldig gepubliceerd in 1846 door Couthouy MS, Gould.